# Інсан Каміль
Інсан аль-Каміль (араб. الإنسان الكامل) — досконала людина в суфізмі. Згідно з суфійськими догматами, така людина є уособленням атрибутів та імен Аллаха, а також його намісником на землі. Термін був впроваджений ісламським богословом і суфієм Мансуром аль-Халаджем. Після його смерті концепція була розвинута Ібн Арабі. Також дану ідею вивчали Азіз Ад-Дін Насафі, який написав твір під назвою «Інсан аль-Каміль», і Абд аль-Карім Джиді.
Інсан аль-Каміль втілює у собі найкращі ісламські манери та чесноти. Суфії вважають, що стати досконалою людиною може хто завгодно завдяки суфійським духовним практикам. Приклади інсан аль-каміль в історії: пророки Мухаммед, Сулейман, Іса та Хізр.